# Lexing Ying
Pour les articles homonymes, voir Ying.
Lexing Ying est un mathématicien chinois, professeur de mathématiques à l'Université Stanford, où il est également membre de l'institut d'ingénierie informatique et mathématique. Il est spécialisé en informatique scientifique et en analyse numérique. Ses recherches portent notamment sur la conception d'algorithmes numériques pour résoudre des problèmes de calcul scientifique.

## Formation et carrière
Ying a obtenu son baccalauréat en informatique et en mathématiques appliquées de l'Université Jiao-tong de Shanghai en 1998. Il a reçu son doctorat du Courant Institute of Mathematical Sciences de New York en 2004, sous la direction de Denis Zorin. Avant de rejoindre Stanford en 2012, il était chercheur post-doctoral au California Institute of Technology et professeur à l'Université du Texas à Austin . 

## Prix et distinctions
Parmi les récompenses reçues par Ying figurent une bourse Sloan en 2007, un prix NSF Career Award en 2009, le Prix James-Wilkinson en analyse numérique et en calcul scientifique en 2013 (pour « ses contributions remarquables dans de nombreux domaines, notamment l'évaluation rapide de transformées intégrales oscillatoires, la propagation des ondes haute fréquence et le calcul de la structure électronique dans les systèmes métalliques »), et une médaille Morningside d’argent en 2016.

## Sélection de publications
- avec Björn Engquist Fast algorithms for high frequency wave propagation, in I. Graham, T. Hou, O. Lakkis, R. Scheichl (éd) Numerical Analysis of Multiscale Problems, Lecture Notes in Computational Science and Engineering, Springer Verlag.
- Fast algorithms for boundary integral equations, in Björn Engquist, O. Runborg, P. Lotstedt (éd) Multiscale Methods in Science and Engineering, Lecture Notes in Computational Science and Engineering, vol 66, Springer Verlag, 2009, pp 139–194.
- avec Emmanuel Candès The phase flow method, J. of Computational Physics, 220, 2006.
- avec Jianlian Quian: Fast gaussian wavepacket transforms and Gaussian beams for the Schrödinger equation, J. Comput. Physics 229, 2010, 7848–7873.
- avec Laurent Demanet Wave atoms and time upscaling of wave equations, Numerische Mathematik, 113, 2009, 1–71.
- avec L. Demanet Fast wave computation via Fourier integral operators, Mathematics of Computation 81, 2012, 1455–1486.
- avec L. Demanet Wave atoms and sparsity of oscillatory patterns, Appl. Comput. Harmonic Anal., 23, 2007, 368–387.
- avec Candes, Demanet Fast computation of Fourier Integral Operators, SIAM J. Sci. Comp., 29, 2007, 2464–2493
- Discrete Symbol Calculus, SIAM Review, 53, 2011, 71–104.
- avec Ilya Lashuk, Zorin et a. A massively parallel adaptive fast multipole method on heterogeneous architectures, Communications ACM, 55, mai 2012, p 101.
- avec L. Lin, J. Lu, E Weinan Adaptive local basis set for Kohn-Sham density functional theory in a discontinuous Galerkin framework I: Total energy calculation, Journal of Computational Physics 231, 2012.